# Moorland (Kentucky)
Moorland è un comune degli Stati Uniti d'America, situato nello Stato del Kentucky, nella contea di Jefferson.